# آبشار ساناقگرا
آبشار ساناقگرا (به انگلیسی: Sanaghagara Waterfall) آبشاری است که در اوریسا، هند واقع شده و ارتفاع کلی ریزشگاه آن ۳۰٫۵ متر (۱۰۰ فوت) است.